# Club Esportiu Castelló 1990/91
La temporada 1990/91 va ser la 68a en la història del CE Castelló. Per segona consecutiva, va disputar la Primera divisió. No va començar de manera positiva a l'estiu, quan el nivell de l'equip va descendir en no contrarestar les altes algunes baixes importants. Malgrat que esportivament no van haver-hi mals resultats al llarg de la primera volta, els problemes van anar acumulant-se a totes les esferes de l'entitat fins a confirmar-se el descens.

## Plantilla

### Jugadors
| Núm. | Pos. |                                             | Jugador        | Procedència       | Temporada |
| ---- | ---- | ------------------------------------------- | -------------- | ----------------- | --------- |
|      | POR  | Catalunya                                   | Emili Isierte  | Borriana (c)      | 1988/89   |
|      | POR  | País Valencià                               | Martínez Puig  | Olímpic Xàtiva    | 1987/88   |
|      | DEF  | País Valencià                               | Alfredo        | Castelló Amateur  | 1982/83   |
|      | DEF  | Navarra                                     | Arozarena      | Osasuna           | 1990/91   |
|      | DEF  | Castella i Lleó                             | Benito Sánchez | Elx CF            | 1990/91   |
|      | DEF  | País Valencià                               | Javier Valls   | Castelló Amateur  | 1981/82   |
|      | DEF  | País Valencià                               | Ximet          | Borriana          | 1985/86   |
|      | MIG  | Unió de Repúbliques Socialistes Soviètiques | Dobrovolski    | Genoa CFC         | 1990/91   |
|      | MIG  | Astúries                                    | Fernández      | Standard / Elx CF | 1989/90   |
|      | MIG  | Castella i Lleó                             | Ibeas          | Reial Múrcia      | 1989/90   |
|      | MIG  | Andalusia                                   | José Hurtado   | CD Málaga         | 1988/89   |
|      | MIG  | Catalunya                                   | Manchado       | Castelló Amateur  | 1984/85   |
|      | MIG  | República Federal Socialista de Iugoslàvia  | Matejic        | FK Borac          | 1990/91   |
|      | MIG  | Brasil                                      | Mauricio       | Pontevedra CF     | 1990/91   |

| No. | Posició |                                            | Jugador         | Procedència      | Temporada |
| --- | ------- | ------------------------------------------ | --------------- | ---------------- | --------- |
|     | MIG     | Comunitat de Madrid                        | Morón           | Osasuna          | 1990/91   |
|     | MIG     | Nigèria                                    | Ugbade          | El-Kameni        | 1989/90   |
|     | MIG     | País Valencià                              | Víctor Salvador | Castelló Amateur | 1982/83   |
|     | DAV     | País Valencià                              | Pedro Alcañiz   | València CF      | 1989/90   |
|     | DAV     | República Federal Socialista de Iugoslàvia | Barnjak         | Hajduk Split     | 1990/91   |
|     | DAV     | Andalusia                                  | Moisés          | Sevilla FC       | 1989/90   |
|     | DAV     | Catalunya                                  | Raúl Cruselles  | Castelló Amateur | 1986/87   |
|     | DAV     | Uruguai                                    | Walter Peletti  | Wanderers        | 1989/90   |
| F   | POR     | Galícia                                    | Romo            | Cabanes          | 1989/90   |
| F   | DEF     | Catalunya                                  | Salva Terra     | Vinaròs          | 1990/91   |
| F   | DEF     | País Valencià                              | Sevilla         | Castelló Amateur | 1989/90   |
| F   | MIG     | País Valencià                              | Simón           | CD Teruel        | 1990/91   |
| F   | MIG     | País Valencià                              | Octavio         | Castelló Amateur | 1989/90   |
| F   | DAV     | País Valencià                              | Cruceta         | Castelló Amateur | 1989/90   |

- Fernández té la doble nacionalitat espanyola i belga  .
- Mauricio té la doble nacionalitat brasilera i espanyola  .

#### Altes
| Núm. | Posició |                 | Jugador        | Procedència         | Preu               | Mercat |
| ---- | ------- | --------------- | -------------- | ------------------- | ------------------ | ------ |
|      | DEF     | Navarra         | Arozarena      | CA Osasuna          | Cessió             | Estiu  |
|      | DEF     | Castella i Lleó | Benito Sánchez | Elx CF              | 17.000.000 pts     | Estiu  |
|      | MIG     | Iugoslàvia      | Matejic        | FK Borac Banja Luka | ?                  | Estiu  |
|      | MIG     | Brasil          | Mauricio       | Pontevedra CF       | ?                  | Estiu  |
|      | MIG     | Madrid          | Morón          | CA Osasuna          | ?                  | Estiu  |
|      | DAV     | Iugoslàvia      | Barnjak        | HNK Hajduk Split    | ?                  | Estiu  |
|      | MIG     | URSS            | Dobrovolski    | Genoa CFC           | 28.000.000 pts (C) | Hivern |

#### Baixes
| Núm. | Posició |                   | Jugador        | Destinació                | Preu         | Mercat |
| ---- | ------- | ----------------- | -------------- | ------------------------- | ------------ | ------ |
|      | DEF     | Castella-La Manxa | Alejandro      | Burgos CF                 | 0 pts        | Estiu  |
|      | DEF     | Argentina         | Bonhoff        | Palamós CF                | ?            | Estiu  |
|      | DEF     | Andalusia         | Trigos         | ?                         | ?            | Estiu  |
|      | MIG     | Euskadi           | Enrique Ayúcar | Athletic Club / Burgos CF | Fi de cessió | Estiu  |
|      | MIG     | Andalusia         | Escobar        | Retirat                   |              | Estiu  |
|      | DAV     | Argentina         | Cabrera        | Retirat                   |              | Estiu  |
|      | MIG     | Iugoslàvia        | Matejic        | FK Borac / FK Zemun       | 0 pts        | Hivern |
|      | DAV     | Iugoslàvia        | Barnjak        | FK Sarajevo               | 0 pts        | Hivern |